# Храм Святейшего Сердца Иисуса (Санкт-Петербург)
Храм Святе́йшего Се́рдца Иису́сова — католический храм в Санкт-Петербурге. Административно относится к Северо-западному региону Архиепархии Матери Божией (с центром в Москве), возглавляемой архиепископом митрополитом Паоло Пецци. Памятник архитектуры федерального значения. Расположен по адресу: ул. Бабушкина, д. 57.

## История
В 1892 году несколько тысяч католиков, проживавших за Невской заставой, приняли решение ходатайствовать о постройке католического храма в их районе. Разрешение на строительство было получено осенью 1905 года. В это же время была оборудована временная часовня при Обуховском заводе, имевшая подчинённый статус по отношению к церкви Святой Екатерины Александрийской. 18 ноября 1906 года под строительство храма был выделен участок земли на углу бывшей Кладбищенской улицы и дороги в Фарфоровскую колонию. Проект храма был разработан архитектором С. П. Галензовским. Закладка первого камня состоялась 8 сентября 1907 года. Из-за финансовых затруднений работы вскоре были остановлены и возобновлены лишь в 1912 году, впоследствии вновь периодически прерывались. Службы в церкви Святейшего Сердца шли начиная с 1914 года, в ещё недостроенном храме. Окончательно церковь была достроена и освящена лишь в конце 1917 — начале 1918 года, причём в конечном проекте для удешевления строительства пришлось отказаться от колоколен, в результате чего храм приобрёл необычный вид — готической церкви без башен. С 1914 года настоятелем церкви был блаженный Теофилюс Матулёнис, в 2017 году в память о нём в храме была установлена мемориальная доска.
В июле 1936 года в здании произошёл пожар, после чего церковь была опечатана. 23 мая 1937 года храм Святого Сердца был закрыт окончательно. Здание вначале принадлежало промкомбинату, затем тресту «Спецстрой», было сильно перестроено; в частности были сооружены внутренние перекрытия, разделившие церковь на 4 этажа.

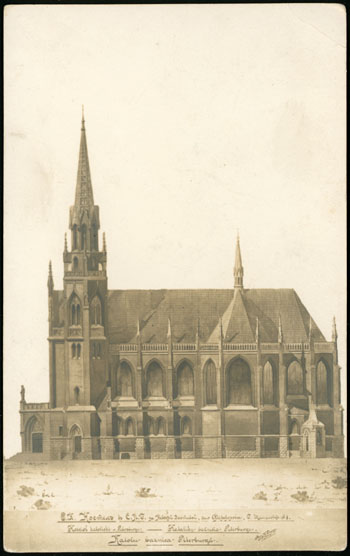
Проект костёла начала XX века

После восстановления нормального функционирования католической церкви в России и возрождения католического прихода Святого Сердца в 1993 году усилиями монсеньора Хартмута Каниа приходу была передана часть помещений здания. 6 июня 1996 года во временной часовне состоялось первое богослужение. В 2003 году верующим было передано всё здание. В 2009 году настоятель прихода выразил желание достроить колокольни, исключённые из первоначального проекта здания, однако это намерение вызвало противодействие Совета по сохранению культурного наследия и депутатов Законодательного собрания Санкт-Петербурга, считающих, что это исказит исторический облик здания. Самый логичный выход из ситуации — лишение здания статуса памятника культуры федерального значения.
Однако основания башен (до исторического уровня высоты кровли), сам уровень кровли, фронтон(?), пострадавшие после пожара, произошедшего уже в советское время (первые были разобраны), и, может быть, небольшой шпиль, располагавшийся ближе к алтарной части костёла и пинакли — элементы, которые существовали, но со временем костёл их лишился, будут восстанавливаться начиная с 2019 года. 
В 2011 году начались работы по восстановлению первоначального облика храма и богослужения были перенесены в собор Успения Пресвятой Девы Марии, а в 2014 году — во францисканский монастырь св. Антония Чудотворца. К концу 2014 года были закончены работы с гидроизоляцией здания, вставлено чуть меньше половины больших стрельчатых окон (включая окна на фасаде): средства на них выделило Министерство культуры Российской Федерации. Для этого размеры оконных разъёмов были расширены до исторических, что было бы маловозможно без освобождения здания от перекрытий, построенных в советское время. 12 июня 2015 года в здании церкви возобновились богослужения параллельно с продолжающейся реставрацией и продолжались с некоторыми перерывами до конца октября 2019 года. В начале ноября 2019 года церковь была снова закрыта для нового этапа реставрации.
В настоящий момент (2023) приходская община собирается на богослужение в храме монастыря св. Антония Чудотворца, 9-я Красноармейская 10-а.